# كنيسة القديس جورج (ديار بكر)

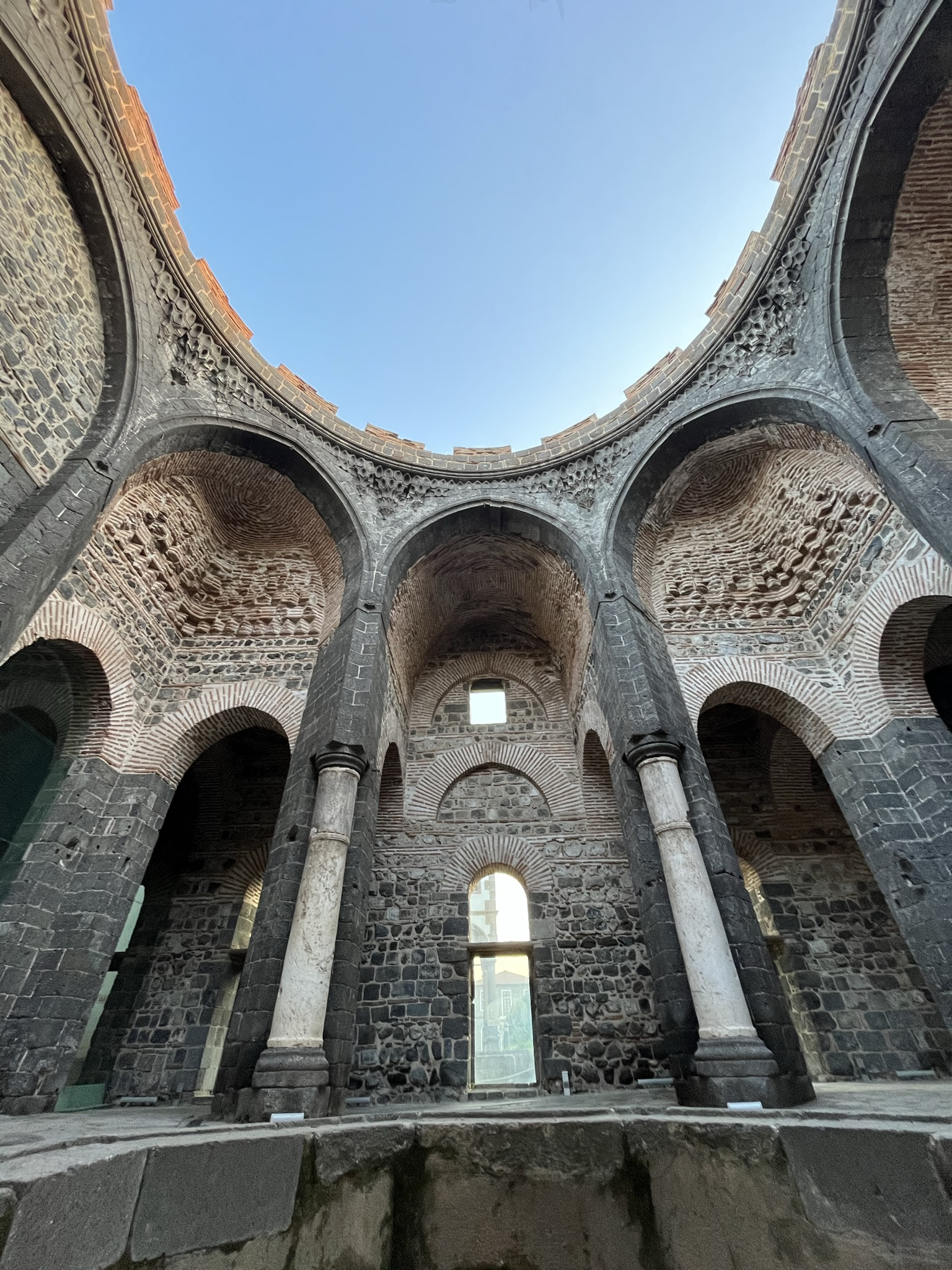
منظر للغرفة الغربية للمبنى سنة 2021

كنيسة القديس جورج هي معلم تاريخي في ديار بكر، تركيا. تقع في القلعة (بالتركية: Iç Kale) من منطقة سور، المدينة القديمة المسورة. 